# 夾心人
《夾心人》，香港電視廣播有限公司拍攝製作的時裝電視劇，於1983年11月14日首播，由鄭少秋、翁美玲、廖偉雄、李國麟、黃錦燊、劉敏儀主演，共20集，監製李添勝。本劇集播畢後，曾在1986年（下午時段，在翡翠台播出）、2000年5月4日至年5月31日、2006年5月7日及2008年4月24日（晚上八時，在無綫收費電視經典台播出）重播。

## 演員表

### 主要演員
- 鄭少秋 飾 江君政
- 翁美玲 飾 董佩汶
- 劉敏儀 飾 方曉媚
- 黃錦燊 飾 沈家亮
- 黃敏儀 飾 鍾惠敏
- 金燕玲 飾 鍾惠君
- 廖偉雄 飾 譚　佳
- 梁 珊 飾 江秀勤
- 張英才 飾 江秀勤的老公
- 吳鎮宇 飾 郭嘉誠/廣告演員
- 李國麟 飾 陳達才
- 焦  雄 飾 馬老闆
- 劉　丹 飾 天龍廣告趙先生
- 吳啟華 飾 鍾惠敏的同學/萬利貿易行職員
- 劉青雲 飾 鍾惠敏的同學/露營客/球僮/電影觀眾
- 羅國維 飾 天龍公司職員（忠伯）
- 艾 威 飾 天龍公司職員（阿全）
- 梁鴻華 飾 天龍公司職員李先生
- 駿 雄 飾 天龍公司職員
- 戴志偉 飾 天龍公司職員
- 羅振彪 飾 阿Ben
- 羅　蘭 飾 董佩汶的媽媽
- 曾  江 飾 萬利貿易行總經理Peter姚子明
- 陳嘉儀 飾 姚太太
- 許紹雄 飾 萬利貿易行Patrick甘
- 陶大宇 飾 萬利貿易行職員
- 駱應鈞 飾 萬利貿易行職員
- 談泉慶 飾 萬利貿易行職員
- 商天娥 飾 萬利貿易行職員
- 吳君如 飾 萬利貿易行職員
- 關海山 飾 容鶴生
- 劉兆銘 飾 鮑樂廷

## 電視節目的變遷
| 英屬香港 無線電視翡翠台 星期一至五 19:05-20:00 | 英屬香港 無線電視翡翠台 星期一至五 19:05-20:00 | 英屬香港 無線電視翡翠台 星期一至五 19:05-20:00 |
| ---------------------------------------------- | ---------------------------------------------- | ---------------------------------------------- |
|                                                | 夾心人 （1983年11月14日 - 1983年12月9日）      |                                                |
| 冤鬼再見 （1983年10月17日 - 1983年11月11日）   | 無冕天使 （1983年12月12日 - 1983年12月30日）   |                                                |

## 外部連結
- 無線經典台-夾心人（页面存档备份，存于）
- 夾心人-明報